# シティグループ
シティグループ（Citigroup Inc.）は、マンハッタンに本社を置く、金融関連事業の持株会社である。ユーロ債市場の第一人者。四大銀行やバルジ・ブラケットの一つ。ニューヨーク証券取引所上場企業（NYSE: C）。

## 概説
原点は第一合衆国銀行のニューヨーク支店。1998年10月8日、シティコープとトラベラーズ・グループの合併によって誕生した（時価総額1,400億ドル規模）。サンフォード・ワイルが社長・会長となり、2000年1月にシュローダーの投資銀行部門を22億ドルで買収した。4月に台湾の富邦グループ（Fubon Financial）へ15％資本参加した。7月にABNアムロ銀行から欧米銀行（EAB）を16億ドルの現金払いで買収した。
2003年4月、ワイルがジャック・グラッブマン（Jack Grubman）にAT&Tの株価を引き上げるよう働きかけた問題等をめぐり、ウォール街の10金融機関も雁首を並べ、当局および証券取引委員会に和解金を支払うことで決着を図った。しかし9月にミューチュアル・ファンド不正事件（2003 mutual fund scandal）に発展してしまった。シティグループは世界金融危機で不良資産救済プログラム（Troubled Asset Relief Program）の対象となり、さらに連邦準備制度から手厚いベイルアウトを受けた。
2014年、日本の個人向け事業を売却し撤退することを発表。新興国へリソースを振り分ける戦略の一環と見られている。
2015年6月、メキシコの子会社のバナメックスは資金洗浄に対する内部統制の甘さをめぐり米司法省に捜査されていたところ、銀行秘密法にふれる重大な違反行為のあった可能性が指摘された。バナメックスの不祥事は30年以上つづいている。当局は調査を進めて、バナメックスがアメリカからメキシコへの送金業を独占しようとしていたときでさえ、麻薬マネーなどの不正ファンドが犯そうとする資金洗浄に対し、同行は適切な防止措置を送金システムに採り入れなかったものと判断したが、2017年5月22日シティグループは9740万ドルの和解金を支払って不起訴処分となった。それでも2018年1月、シティグループは資金洗浄コンプライアンスの欠陥をとがめられて7000万ドルの制裁金を課された。シティグループはオイルマネーとも長く持ちつもたれつの関係にある。
1980年代からシティグループはユーロ債発行業務で国際金融市場に君臨してきた。ユーロ債は元が短資なので、主に変動金利で起債する。変動金利であるLIBOR・TIBORについて、これらの不正操作を企てた容疑でシティグループは2016年5月に4億2500万ドルの罰金を課された。このときCFTCはデリバティブ取引を有利に運ぶことが目的だったものと分析した。結局、それは一面的な見方であった。国際的な金利指標の不正操作は世界金融危機のときから行われており、特にLIBORはモーゲージ、すなわち不動産担保証券（MBS）の原債務とリンクしていたのであった。
2018年6月、シティグループは約42カ国で国際金利指標を不正操作したとされ、1億ドルの制裁金を課された。こうした国際流動性を無理に延命する行為は、ドイツ銀行、UBS、JPモルガンにも指摘され、各行とも制裁金を支払っている。シティグループは国際流動性の一つであるMBSを延命するため、不動産賃借人の逃避を暗に妨げていたが、当局に摘発されて2880万ドルの罰金を支払うことになった。
2021年、シティーグループは従業員の雇用条件に新型コロナワクチン接種を加えた。これはバイデン政権が連邦政府の契約業者にワクチン接種を義務付けたことに対応する措置。

## 歴史
商業銀行が母体ではある。しかし現在では機関化されてユニバーサル・バンクとなっている。1984年にCEOに選出されたジョン・リード（John S. Reed）の下、シティバンクはその後14年間米国最大の銀行、世界最大のクレジットカード発行体となり、国際拠点網は90ヶ国に広がった。その親会社であるシティコープは100ヶ国近くで銀行業務を展開する多国籍企業であった。トラベラーズはクレジットカード、消費者金融、証券、保険などに跨がる金融サービスを提供する企業だった。前身企業の歴史は、シティバンク・オブ・ニューヨーク（後のシティバンク）が設立された1812年に遡り、1890年代までには米国最大の銀行となる。

### シティコープ（1962年まで）

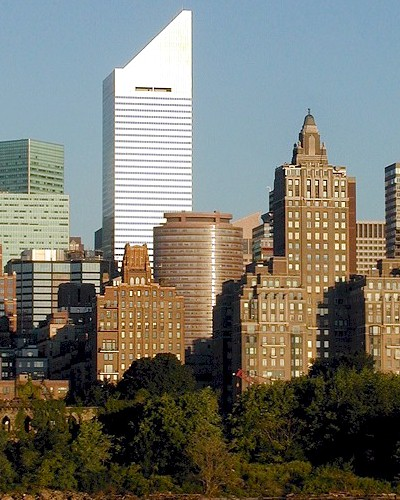
シティグループ本社: ニューヨーク・マンハッタンのシティグループ・センタービル

主に1812年設立のシティバンク・オブ・ニューヨークと1863年設立のファースト・ナショナル・バンク・オブ・ザ・シティ・オブ・ニューヨークがシティコープの母体となる（1955年両社は合併）。サミュエル・オスグッドが第一合衆国銀行のニューヨーク支店を再生した。ここからシティコープの歴史が始まる。1812年6月14日、シティバンク・オブ・ニューヨーク (City Bank of New York) が200万ドルの資本金を元にニューヨーク州から免許を受けた。オスグッドが初代社長に就任したが、16日に米英戦争が勃発してしまったので9月14日に開店、ニューヨークの商業資本家らにサービスを提供し始めた。1837年恐慌のときすでにモーゼス・テイラー（Moses Taylor）が経営権を握っており、彼は1856年に社長となった。さらに、大西洋横断電信ケーブルを敷設した会社の管財人も務めた。1865年、国法銀行制度の成立とともに商号をナショナル・シティバンク・オブ・ニューヨークと変更した。1895年までには米国で最大の銀行となった。1897年、ニューヨーク第三合衆国銀行（Third National Bank of New York）を買収した。1913年末に連邦準備制度が発足すると、ニューヨーク連邦準備銀行の創設に関わる。翌年には米銀として初となる海外支店をブエノスアイレスに開設した。1918年のインターナショナル・バンキング・コーポレーションの買収により、米銀として初めて総資産10億ドルを突破し、1929年には世界最大の商業銀行となった。その成長とともに、シティはまた金融サービスにおける先駆者ともなり、複利預金（1921年）、個人向け無担保ローン（1928年）、当座預金（1936年）、譲渡性預金（1961年）などを世界で初めて開発してきた。譲渡性預金の開発を主導したのは会長（James Stillman Rockefeller）や社長（George S. Moore）でもなく、当時の副社長ウォルター・リッスン（Walter Wriston）であった。グラス・スティーガル法が施行された1933年に投資銀行業務を清算、ジェームズ・パーキンス（James H. Perkins）が社長職についた。1940年、死亡してゴードン（Gordon S. Rentschler）に交代した。ゴードンも1948年に死亡してウィリアム・ブレイディ（William Gage Brady Jr.）が引き継いだ。そしてホールセールを積極的に行った。1955年に商号をファーストナショナル・シティバンク・オブ・ニューヨークに変更、さらに創業150周年の1962年にはこれを短縮しファーストナショナル・シティバンクとなった。

### シティコープ（ユーロ債時代）

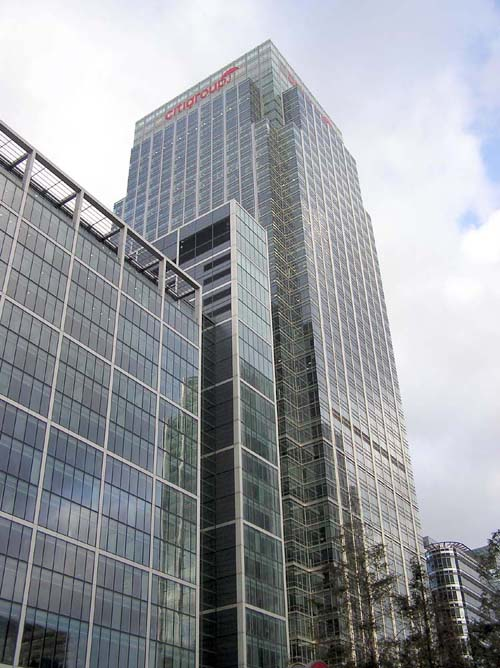
シティグループ 欧州・中東・アフリカ本部: ロンドン・カナリー・ワーフのシティグループ・タワー

シティはリースやクレジット業務にも進出し、後年マスターカードに発展するクレジットカード「ファーストナショナル・シティ・チャージ・サービス」（一般に「エブリシング・カード」と呼ばれた）を1967年に提供し始めた。この1967年エッジ法の改正がなされ、各州の法制も呼応したので、シティはモーゲージとクレジットカードの州際業務を拡大していった。オイルショックのときはユーロ債を世界中で発行した。1973年にアルゼンチン事業が国有化された。1970年代半ば、ウォルター・リッスンCEOのもと、ファーストナショナル・シティバンク及び持株会社のファーストナショナル・シティ・コーポレーションは、シティバンク、エヌ・エイ　(Citibank, N.A.) 及びシティコープ (Citicorp) とそれぞれ商号を変更した。間もなく、シティバンクは「シティカード」を発行し、24時間営業ATMを世界で初めて運用開始した。1979年、イラン革命とポーランドのゼネストで両国の減債を強いられた。1980年、11％利付き米国債を30億ドルも購入した。レーガノミクスによる高金利で機会費用は高くついたが、米国債を担保にレポ市場から資金を調達して、ユーロ債発行を主導するとか、シャドー・バンキング・システムを拡充するとか、翌1981年にクレジットカード会社のダイナースクラブを買収するといった積極的な経営を展開することができた。イギリスのビッグバンには前段階から積極的に参入した。1984年ウォルター・リッスン会長が引退して、ジョン・リードが社長兼会長となった。1987年5月、シティバンクは第三世界に対して30億ドルに上る一般貸倒引当金を積み増した。国内ではドナルド・トランプをふくむデベロッパーに対して野放図に貸し付けたことが投資家の批判を浴びた。金融自体も失敗していた。マーケットメイクのために1986年クオトロン（Quotron）の気配サービスを購入していたが、オートマチック社（Automatic Data Processing）との競争に敗れてしまったのである。1992年、クオトロンはリストラされた。1991-2年シティコープは26億ドルも増資をしたが、そのうちおよそ4億ドルはアル＝ワリード・ビン・タラールが出資した。1993年、シティコープはそれまで保有していた不動産の6割を損切りした。翌年NAFTA発効。1996年、カルロス・サリナス・デ・ゴルタリの兄弟（Raúl Salinas de Gortari）が資金洗浄するのをシティコープ従業員が（プライベート・バンキングで）補助したとして立件された。

### トラベラーズ・グループとの合併
トラベラーズ・グループは、シティコープとの合併当時では、CEOのサンフォード・ワイル（通称サンディ・ワイル）の指導下で金融複合企業体を形成していた。そのルーツはコントロール・データ・コーポレーションの金融子会社だったコマーシャル・クレジットである。業績不調だった同社をワイルは自己資金700万ドルで買い取り、コストカットと経営改革の後に株式公開に成功した。その2年後、既に生命保険会社ALウィリアムズと証券会社スミス・バーニーの買収を通じてコングロマリットとなっていたプライメリカが、ワイルにより買収された。新会社は商号に「プライメリカ」ブランドを引き継ぎ、傘下企業の種々の金融サービスを関連させて販売する「クロスセリング」戦略をとった。非金融部門はスピンオフされた。
1992年9月、不動産投資の損失に追い込まれていた保険会社トラベラーズ・インシュアランスは、プライメリカと戦略的提携を締結し、1993年12月に経営統合する運びとなった。統合により、商号はトラベラーズ・インク (Travelers Inc.) となり、損害保険・生命保険・年金業務までカバーするようになる。また、トラベラーズの象徴だった赤い傘のロゴマークがすべての事業に冠されるようになった。この間、トラベラーズはシェアソン・リーマン—リテール証券・資産運用会社で、ワイルが1985年まで代表を務めていた—を買収、既に傘下に収めていた証券部門のスミス・バーニーと合併させた。さらに1997年11月、トラベラーズ・グループ（1995年4月に再改称）はソロモン・ブラザーズを90億ドルで買収した。
シティコープとトラベラーズの合併は1998年に行われたが、この合併は非合法なものだった。というのも、グラス・スティーガル法（世界恐慌時に金融混乱を受けて制定された法律）の規制が残っており、銀行が保険会社と一体化することは禁じられていたためである。シティ／トラベラーズ顧問弁護団はグラス・スティーガル法を研究し、「（合併の許認可権を持つ）連邦準備制度理事会は、2年間の猶予期間に保険部門を売却することを条件に銀・保合併を認めることができる」という条項を発見した。CEOらはこの2年後の期限までに法律を「変える」ことができると考えた。結局1999年に法律は改正され、グラム・リーチ・ブライリー法の成立によりグラス・スティーガル法は無効となった。もっとも、皮肉なことに、シティグループはやがて自らその保険事業の大部分を売却することになる。『フォーチュン』誌2000年3月号には「Reed: Reflections on a Culture Clash」との見出しが躍って、リードは辞職した。
シティコープとトラベラーズの合併当時、ワイルがトラベラーズ会長を務め、ジョン・リードがシティコープ会長を務めていた。2社の合併は、「銀行・保険のワンストップショッピングの実現」を意義に、ワイルがリードに持ち掛けたものだった。しかし結局はトラベラーズがシティコープを買収する形での合併となった。ディーラーとして金融機関を点々とした後M&Aを繰り返しトラベラーズを成長させたワイルと、従軍後マサチューセッツ工科大学に学びシティコープの経営に打ち込み続けてきたリード。経営手法においてもキャリアパスにおいても全く異なる2人の経営者は、合併当初「共同CEO」として共に代表の座に就いた。

### トラベラーズの再分離まで
「共同CEO」の制度は、シティコープ側の合併了解を取り付けるためにワイルが提案したものだったが、これは多くの報道機関やアナリストから非現実的であるとして非難された。前米国財務長官のロバート・ルービンが2社の仲介のため役員に招請されたが、社内の衝突の結果、リードが経営から追われることになった。同様に、3人の共同CEOがコーポレート&インベストメントバンク担当、2人の共同CEOがコンシューマ・グループ担当となっていた。3人とは、トラベラーズ出身のジェームズ・ダイモンとデリック・モーン（Deryck Maughan）、シティコープ出身のビクター・メネゼス（Victor Menezes）である。この三頭政治は「The Noah's ark school of management」と揶揄され、長続きしなかった。
トラベラーズ出身の経営陣は、同社のクロスセリング戦略をシティグループに持ち込もうとした。シティバンクのリテール従業員は、年金商品や投資信託を売るために、証券・保険関係の資格を取得させられた。しかし、米国におけるリテール銀行業務は、こうした戦略にそぐわないものだった。CFOのトッド・トンプソン（Todd S. Thomson）が「リテール支店は大抵、預金を集めて、より高い利回りで運用するための業務を担っていた」と述べているように、コンシューマ部門内部は他の金融機関のように統合されておらず、それぞれの分野がスタンドアローンで業務をしている状態だった。
コーポレート&インベストメント部門の統合は、コーポレートバンカーとインベストメントバンカーの何れが主に顧客対応にあたるのかなどで対立が続き、さらに困難を極めた。共同CEOの一人であるジェームズ・ダイモンはこの混乱の中でシティグループを去り、代わってシティと競合関係にあるJPモルガン・チェースのCEOとなっている。
2000年11月と2001年8月シティグループは、消費者金融最大手のアソシエイツ・ファースト・キャピタルと、メキシコ最大の銀行であるバナメックス（Banamex）をそれぞれ買収した。後者は「大手金融機関が全て外資に奪われる」という危惧からメキシコ国内で大いに議論を呼んで、バナメックスの支店に爆弾が置かれるという武力抗議まで見られた。西海岸では2002年11月にゴールデン・ステート・バンコープ（Golden State Bancorp）を58億ドルで買収した。シティグループは傘下の損害保険部門トラベラーズをスピンオフして、その代金の一部をゴールデンの買収に使った。
トラベラーズ損保は2004年にセントポール・カンパニーズと合併し、セントポール・トラベラーズとなった。シティグループはその後も生命保険・年金業務を続けていたが、2005年にはこの部門もメットライフに売却することを決定した。シティグループは未だに多くの保険商品の「販売」を取り扱っているが、シティグループそれ自体は保険会社機能（引受・運用）は失っている。
トラベラーズ部門の売却以降も、シティグループは赤い傘のロゴを使用していたが、この商標権も2007年2月にセントポール・トラベラーズに売却され、同社は再びトラベラーズとなった。同時に新しい「シティ」ブランドとロゴを、バナメックスとプライメリカを除く全子会社で使用開始した。

### サブプライムローン問題
2007年4月11日には、経費の削減と、低迷が続いている株価の回復のため、シティグループは全従業員の5%にあたる1万7000人の雇用を削減すると発表した。
その後表面化したサブプライムローン問題では、メリルリンチやUBSなどをはるかに超える、世界の金融機関の中でも最大規模となる莫大な損失を被ったことから株価が大幅に下落し、チャールズ・プリンス会長兼最高経営責任者 (CEO) が辞任を表明した。退職金は約250億円であった。また、これを受け世界各国で事業の再編成や大幅なリストラが行われている。なお、チャールズ・プリンスは11月4日に、損失が10月中旬に発表していた20億ドルをはるかに越え、およそ80-110億ドルになる可能性があると発表した。この様な事態を受けて、11月26日にアブダビ投資庁が75億ドル融資すると発表された。12月にヴィクラム（Vikram Pandit）社長が就任した。
2008年秋のリーマン・ブラザーズ破綻に端を発した金融危機の拡大は、シティグループの業績にも大きな悪影響を及ぼし、10月にはアメリカ政府から250億ドルの公的資金注入を受けた。さらに、11月下旬には200億ドルに上る追加の資本注入および3060億ドルもの不良資産の損失の一部肩代わり（290億ドルまでは自己負担でそれ以上は1割の損失負担）の支援を受けたと同時に、政府により当面の間は普通株について四半期に1セント以上の配当が禁止された。
サブプライム危機により一時受け入れた政府出資は、2009年末までに優先株200億ドルを返済、残りも普通株転換後、2010年中に政府が売却を完了する計画で、金融危機後の業績低迷から復活。2010年第1四半期の決算は、市場の大方の事前予想を大幅に上回り、最終純利益が3ヶ月間で4400億円とゴールドマン・サックス等投資銀行も含めた米国の大手銀行の中で最大であった。2007年12月から2010年6月の間に連邦準備制度が15の金融機関に総額16兆ドルもベイルアウトしたが、シティ・グループは最も高額な2.5兆を受けた。これを使いドッド・フランク法の及ばない国外でシャドー・バンキング・システムの拡充を試みた。2011年には、プライベート・バンキングの業界誌プライベート・バンカー・インターナショナルにおいて、アジア・太平洋地域におけるプライベート・バンキング顧客預かり資産で、シティグループがUBSやHSBC等を抜きトップとなった。これら3つの金融機関はLIBOR不正操作でニュースになっており、必ずしも競争関係にないとみられる。なおシティグループはICSDのセデルに匿名口座の開設を要求している。欧州ではユーロ危機がおこり、欧州中央銀行がレポ市場を考えて国債を買わない苛烈な財政再建をつづけている。
そのような中でも、シティグループは東欧のユーロ債発行市場をにらみながら堅調な業績をあげている。2012年2月に中華人民共和国当局がシティグループのクレジットカード発行を認可した。2014年ごろより中華人民共和国のシャドー・バンキングは、中華人民共和国勢が米国債を担保にレポ取引していたパターンから、国外勢が中国債を担保にレポ取引をするパターンへ転換している。
2016年4月まで、シティグループは連邦準備制度のストレステストに適合するため、日本や韓国、メキシコを含む国内外のさまざまな事業売却を行った。

## 関連会社
縮小したものの、現在、Global Consumer Group、Corporate and Investment Banking、Global Wealth Management、Citigroup Alternative Investmentsなど事業別のグループの傘下でアメリカをはじめ日本、ドイツ、インド、ロシア、ブラジル、イギリス、シンガポールなど世界100カ国以上で事業を展開し、法人向け銀行（シティバンク、バナメックスなど）やクレジットカード、投資銀行、証券などの事業を行っている。プライベート・バンキング部門は2017年10月あらたにルクセンブルクへ拠点をつくることが決まった。
他行のように先端技術を利用した合理化を進めているが、エストニアでの態様には幾分か注意を要する。エストニアは近年とみに電子国家と呼ばれるまでに開発されている。ドナルド・トランプ政権のロシア利権に関する調査がスタートしてから同年まで2年ほど経過した。これと並行して、ロシアで行われている資金洗浄の実態もアメリカ当局が調べており、ドイツ銀行が制裁を受けて経営問題に発展した。現場に関する報道は同行の再建中なきに等しかった。
2018年9月になって、内部告発を手がかりにダンスケ銀行を調べているということが明らかとなった。関係者によれば、ドイツ銀行はダンスケ銀行のコルレス銀行で、シティグループのモスクワ事務所がダンスケ銀行エストニア支店を通じた送金に関与していたという。ドイツ銀行とシティグループはオーストラリアでの共謀関係が同年から疑われている。
- シティバンク
- シティファイナンシャル（アメリカ最大のMBSオリジネータ）[3]
- シティストリート
- シティグループ・コーポレート・アンド・インベストメンツ（投資銀行・証券）
- シティグループ・プライベート・バンク - 2013年からマッキンゼーのジェーン・フレイザー（Jane Fraser）が責任者
- バナメックス
- ソロモン・スミス・バーニー
- アソシエーツ・ファースト・キャピタル

## 日本における事業

### 歴史

#### 開設
日本ではシティバンクの前身となるインターナショナル・バンキング・コーポレーションが1902年に最初の支店を横浜に開設した。その後神戸や東京、大阪にも相次いで支店を開設する。同年に中華民国とアメリカ領フィリピンにも開いた。
その後は第二次世界大戦中の日米間の開戦による一時的な事業閉鎖を経て、1973年にはファースト・ナショナル・シティ・コーポレーション（ファースト・ナショナル・シチー）が東京証券取引所に株式上場するなど日本市場に根付いた事業展開を進めた。

#### 事業展開
その後は、東京都千代田区の丸の内にある「新丸の内ビルディング」を拠点に、個人向け銀行、トラベラーズ・チェック、クレジットカード（シティカード・ジャパン）、リース、証券、消費者金融および法人向け銀行、証券、投資銀行の各業務を幅広く展開していた。2007年1月29日には、外資系金融機関として初めて日本で金融持株会社（シティグループ・ジャパン・ホールディングス）を設立すると発表した。
消費者金融は2003年1月1日に、アメリカの最大手金融グループのシティコープ（現シティグループ）が資本参加していた消費者金融会社3社（ディックファイナンス株式会社、アイク株式会社、株式会社ユニマットライフ）の合併で誕生（存続会社はディックファイナンス）。正式社名は「シティファイナンシャル・ジャパン」であったが、「シティバンク」や「シティカード」などのシティグループ企業と同様に「シティ」のブランドを前面に押し出さず、「CFJ」という社名で行っていた。
日本においても最盛期は有人店舗のみで500店舗あったが、サブプライムローン問題でアメリカ本社の「シティファイナンシャル」が経営が悪化からしたことなどから、有人と無人店舗を2007年1月に大幅削減した。2007年末も無人店舗の削減を行うなど、競合他社に先んじて急激に事業縮小を進め、2008年11月28日に全面撤退した。
2007年3月6日には、不正会計が問題になっている日興コーディアルグループと資本・業務両面で包括提携することで基本合意し、同社に対して株式公開買い付けを行い株式の保有比率（議決権ベース）を引き上げ、完全子会社化を進めると発表された。その後株式公開買い付けが行われ、決済が行われる2007年5月9日付けでシティグループが61.08%の株式を保有する筆頭株主となり、事実上同社を傘下に収めた。
2007年8月に完全子会社のシティグループ・ジャパン・ホールディングスに日興コーディアルグループ株式を譲渡。株式を譲り受けたシティグループ・ジャパン・ホールディングスは、2008年1月30日に三角合併方式の株式交換を行い（日興株主に親会社のシティグループ株式を交付）、日興コーディアルグループを完全子会社化。同年5月1日付で日興コーディアルグループを吸収合併し、シティグループの日本国内事業を統括する持株会社「日興シティホールディングス」となった。

#### 不祥事と事業縮小
不祥事は以下に列挙するとおり、アメリカで経営状況が悪くなった時期に集中している。
- 2004年には、グループ傘下のシティバンク、エヌ・エイ在日支店の富裕層の資産運用を助言するプライベートバンキング部門において、融資と債権の違法な抱き合わせ販売や株価操作のための資金提供、組織犯罪関係者のマネーロンダリングの手助けや匿名口座と知りながら大口顧客の口座開設などを行った不祥事が金融庁に摘発され、拠点の認可取り消しなど、金融庁の厳しい行政処分が行われたと同時に同部門の閉鎖、全面撤退が行われた[27]。その後これを受け関係者の処分を行ったほか、コンプライアンスの遵守の厳格化を積極的に行っているとされた。

- 2009年6月、銀行法第26条第1項に基づき、シティバンク銀行に対しての2回目の業務停止命令が出された[28]。法令等遵守態勢の問題、経営管理態勢、内部管理態勢の問題、内部監査の問題が金融庁によって指摘された。

- 2011年12月、銀行法第26条第１項に基づき、シティバンク銀行に対して3回目の業務停止命令が出された[29]。顧客に対する不適切な勧誘や不適切な投資商品の販売等、多数の法令違反等が認められたとして、顧客保護等管理態勢の問題が金融庁によって指摘された。また、経営管理態勢の問題、システムリスク管理態勢の問題が指摘された。

- 2011年12月、多数の法令違反があるとして、シティグループ証券株式会社に対して金融商品取引法第51条、第52条第１項第６号及び第９号の規定に基づき業務停止命令が出された[30]。

個人向け業務は消費者金融から2008年に全面撤退したほか、銀行、クレジットカード、トラベラーズ・チェック、証券などから、2015年までに他社に売却や事業譲渡によって順次撤退した。

### 傘下企業（全額出資子会社）と展開ブランド
- シティグループ・ジャパン・ホールディングス株式会社
  - シティグループ証券株式会社
  - CFJ合同会社
    - ディック
    - ユニマットレディス

  - シティリース株式会社
  - シティグループ・サービス・ジャパン
  - CJL合同会社（旧シティバンク銀行）
  - シティバンク、エヌ・エイ東京支店

その他の関連会社
- シーヴィーシー・アジア・パシフィック・ジャパン・リミテッド

### 過去に展開していた傘下企業と展開ブランド
- シティインシュアランス生命保険株式会社
- シティグループ・アセット・マネジメント株式会社
- シティグループ・アドバイザーズ株式会社
- シティグループ・プリンシパル・インベストメンツ・ジャパン株式会社
- アイク - ディックに統合。
- シティバンク証券株式会社 - 日興コーディアル証券に吸収合併。
- 日興コーディアル証券株式会社（2011年度より新社名・SMBC日興証券株式会社） - SMFGにより実質買収（法定上では、法人格ごと受け皿会社（準備会社）へ吸収合併）。
- 日興シティ信託銀行株式会社 - 野村信託銀行が買収の末、吸収合併。
- 日興アセットマネジメント - 日興コーディアル証券の元子会社。現在は三井住友信託銀行（SMTB系）主導で再建中。
- シティカードジャパン株式会社 - 三井住友信託銀行に買収され、現在は三井住友トラストクラブ。
  - ダイナースクラブ